# Hambantota
Hambantota (syng. හම්බන්තොට, tamil. அம்பாந்தோட்டை) – miasto w południowej części Sri Lanki, jest to stolica dystryktu Hambantota w Prowincji Południowej. Położone jest nad Oceanem Indyjskim.
Miasto zamieszkuje najliczniejsza na Sri Lance społeczność muzułmanów pochodzenia malajskiego.
Miasto słynie z wytwarzanego tutaj zsiadłego mleka bawolego oraz soli pozyskiwanej w tradycyjny sposób poprzez odparowanie wody morskiej.